# 자본변동표
자본변동표(資本變動表)는 자본금, 자본잉여금, 자본조정, 기타포괄손익누계액, 이익잉여금의 변동내역을 나타내는 재무제표이다.